# Feuerwehrspange Sachsen-Anhalt

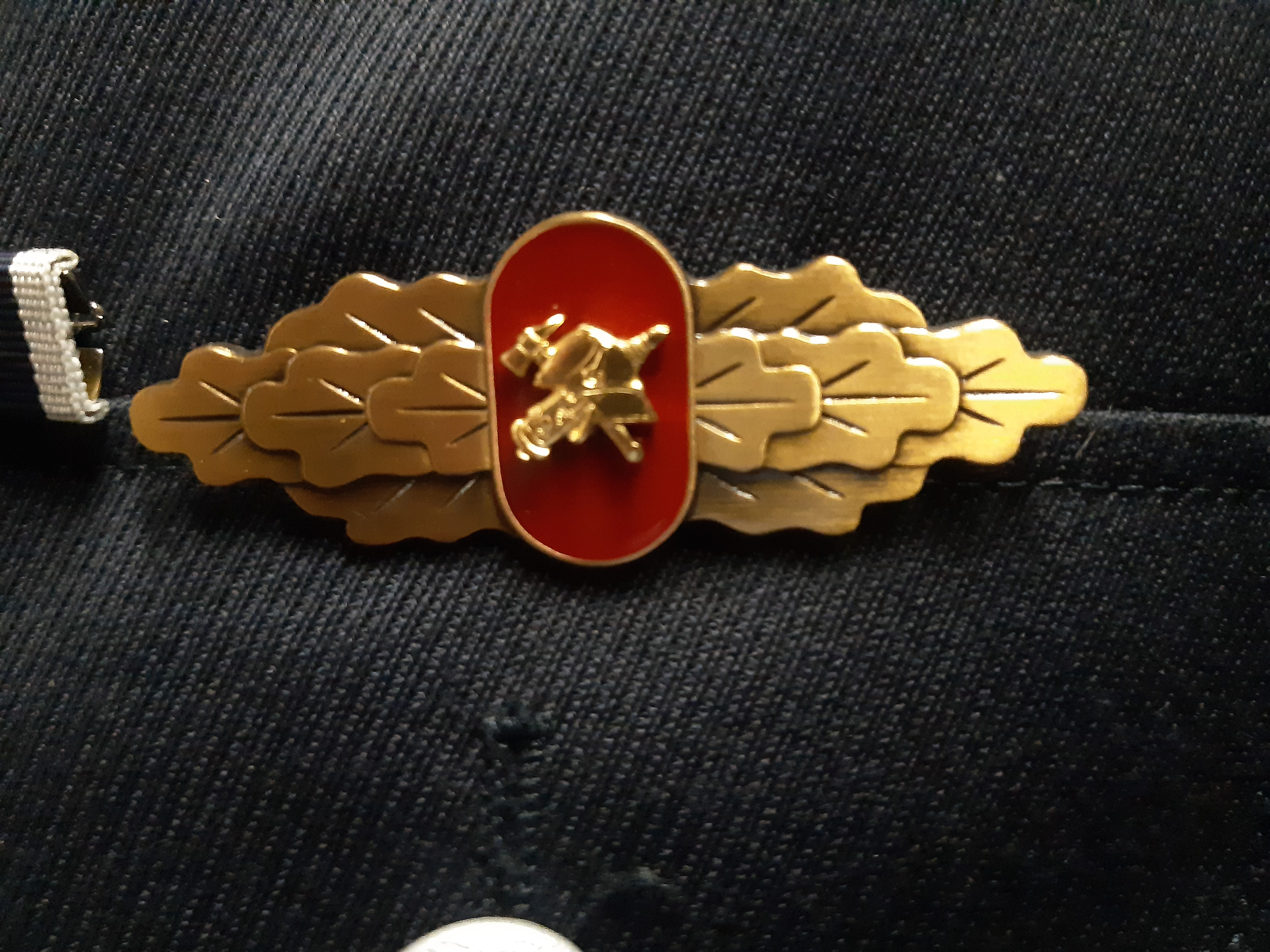
Feuerwehrspange von Sachsen-Anhalt

Die Feuerwehrspange Sachsen-Anhalt ist eine Auszeichnung des Ministeriums für Inneres und Sport des Landes Sachsen-Anhalt. Sie wird Mitgliedern der Feuerwehr und anderen Personen für beispielgebende Leistungen in der Feuerwehrarbeit oder hervorragende Leistungen bei Einsätzen verliehen.

## Geschichte
Die Auszeichnung wurde erstmals im August 1998, zunächst ausschließlich für Mitglieder Freiwilliger Feuerwehren, vom Ministerium des Inneren gestiftet. Der Personenkreis für die Verleihung wurde durch Erlass vom Dezember 2007 auf die Mitglieder sämtlicher Feuerwehren und andere Personen erweitert.

## Beschreibung und Trageweise
Bei der in einer Stufe verliehenen Feuerwehrspange, handelt es sich um ein 70 mm breites und 28 mm hohes Messingabzeichen. Es besteht mittig aus einem karminroten Oval von 15 mm Breite und 28 mm Höhe mit einem erhaben geprägtem Rand. Auf dem Oval aufgesetzt befindet sich ein 11 mm breites und 10 mm hohes goldfarbenes Emblem, bestehend aus einem Feuerwehrhelm mit dahinter gekreuztem Feuerwehrbeil und Strahlrohr. Rechts und links des Ovals befindet sich je ein stufenförmiges, reliefgeprägtes, altmessingfarbenes Eichenlaub.
Die Feuerwehrspange wird mittig auf der rechten Brusttasche der Uniformjacke getragen.